# Terremoto en Villavicencio de 1917
El terremoto en Villavicencio de 1917 fue un acontecimiento de un terremoto que sacudió la región del Intendencia del Meta (hoy departamento del Meta) en Colombia el 31 de agosto de 1917, y el cual tuvo una magnitud de 6.9 en la escala sismológica de richter.

## Sucesos
Siendo las 6:30 de la mañana del día 31 de agosto de 1917 se registró un movimiento telúrico que duró 15 segundos aproximadamente con epicentro en la región de Villavicencio, Colombia y que tuvo alrededor de 44 réplicas en el transcurso de nueve días, en ese entonces la ciudad contaba con alrededor de 3000 habitantes.

## Daños causados
En esa época las casas de los habitantes de esta zona eran construidas de bahareque y de adobe; en su gran mayoría fueron destruidas por el sismo, igualmente  la Iglesia católica de esta ciudad sufrió los mayores estragos del terremoto sepultando bajo sus paredes a 8 personas que se encontraban en este recinto.
También se registraron muchos heridos y daños cuantiosos en toda esta región. En este terremoto se registraron daños colaterales a los municipios aledaños sufriendo también daños en las estructuras de algunas casas de la región.